# Territori Indígena Curré
El Territori Indígena Curré és un territori indígena costa-riqueny i un dels dos territoris dels boruques, l'altre és el Territori Indígena Boruca, tots dos definits en 1993. Se situa al cantó de Buenos Aires, província de Puntarenas. El castellà és parlat pel 100% de la població i un 15% parla la llengua autòctona boruca si bé l'educació primària és bilingüe.
El constitueixen deu poblats: Curré centro, Zapotal, Vegas de Chánguena, Coquito, Santa Elena, Cajón Sur, Caña Blancal Sur, Lagarto i San Rafael. Curré centro opera com a capital del territori i és accessible via carretera interamericana. La seva extensió territorial és d'unes 10620 hectàrees i té una població d'uns 1.200 habitants.
Les principals activitats econòmiques són l'agricultura de bovins, porcins, equins i aus de corral, l'artesania i el treball assalariat en companyies veïnes. Els principals productes són el blat de moro, frijol, arròs, tiquizque, plàtan i ayote. També es produeix la beguda tradicional chicha. El territori és administrat per l'Associació de Desenvolupament Indígena del Territori Curré. Compten amb el seu propi col·legi (educació secundària) instituït pel Ministeri d'Educació Pública.